# یک به چند (مدل داده)
رابطه یک به چند (به انگلیسی: One-to-Many) در تحلیل سامانه‌ها، نوعی از کاردینالیتی است که به رابطه بین دو موجودیت اشاره دارد؛ به عنوان A و B که در آن یک عنصر از A ممکن است به بسیاری از عناصر B مرتبط باشد. اما یکی از اعضای B فقط به یک عنصر A مرتبط است. برای مثال، A را به عنوان کتاب و B را به عنوان صفحات در نظر بگیرید.
در یک پایگاه داده رابطه‌ای، زمانی که یک ردیف در جدول A ممکن است با ردیف‌های زیادی در جدول B مرتبط شود، رابطه یک به چند وجود دارد، اما یک سطر در جدول B تنها به یک سطر در جدول A مرتبط می‌شود. توجه به این نکته ضروری است که یک رابطه یک به چند ویژگی داده نیست، بلکه خود رابطه است. فهرستی از نویسندگان و کتاب‌های آنها ممکن است کتاب‌هایی را با یک نویسنده توصیف کند، در این صورت یک ردیف از جدول کتاب‌ها تنها به یک ردیف از جدول نویسندگان اشاره دارد، اما خود رابطه یک به چند نیست، زیرا کتاب‌ها ممکن است بیش از یک نویسنده داشته باشند که رابطه‌ای بین چند به چند ایجاد می‌کند.
حالت برعکس رابطه یک به چند، رابطه چند به یک است.

## نمادهای نمودار رابطه–موجودیت
یکی از نمادهایی که در مدل موجودیت–رابطه، وجود دارد، نماد Chen یا نماد ERD است که در ابتدا توسط پیتر چن در سال ۱۹۷۶ ایجاد شد که در آن یک رابطه یک به چند به صورت 1:N نشان‌داده می‌شود که N نشان‌دهنده کاردینالیتی بودن است و می‌تواند ۰ یا بالاتر باشد. یک رابطه چند به یک گاهی اوقات به صورت N:1 نشان داده می‌شود.